# Aderus lucifugus
Aderus lucifugus é uma espécie de inseto besouro da família Aderidae. Foi descrita cientificamente por Rudolf F. Heberdey em 1931.

## Distribuição geográfica
Habita em Sumatra (Indonésia).